# Йока, Жерри
Жерри́ Дьёмерси́ Йока́ (фр. Jerry Diei-Merci Yoka; 14 июля 2006, Республика Конго) — конголезский футболист, полузащитник житомирского «Полесья».

## Биография
Футболом начал заниматься на родине. Выступал за «Расинг» (Браззавиль) во втором дивизионе чемпионата Республики Конго.
19 июля 2024 года подписал 4-летний контракт с житомирским «Полесьем», но сразу же был переведён в резервную команду. Дебютировал за «Полесье-2» 18 августа 2024 года в победном (4:1) домашнем поединке 2-го тура группы А Второй лиги Украины против «Ужгорода». Жерри вышел на поле в стартовом составе и отыграл весь матч, а на 5-й минуте отличился первым голом за вторую команду житомирян.